# Horst Dreßler-Andreß
Horst Dreßler-Andreß (* 8. April 1899 in Zeitz; † 19. Dezember 1979 in Berlin-Karlshorst) war ein Rundfunkfunktionär und Politiker der NSDAP, Präsident der Reichsrundfunkkammer, Parteifunktionär der DDR-Blockpartei NDPD, Schauspieler und Regisseur.

## Leben und Wirken
Dreßler-Andreß stammte aus einer Handwerkerfamilie. Er war 1917 bis 1918 Soldat im Ersten Weltkrieg. Dreßler-Andreß besuchte die Reinhardt-Schule am Deutschen Theater in Berlin und wurde dann Regisseur am Theater am Kurfürstendamm in Berlin. Von 1925 bis 1928 war er am Theater Gera tätig. Er wurde Mitglied im Jungdeutschen Orden, trug 1929 Funktionären der NSDAP seine rundfunkpolitischen Konzepte vor und trat zum 1. Mai 1930 in die NSDAP ein (Mitgliedsnummer 237.435). In der Nationalsozialistischen Betriebszellenorganisation übte er eine leitende Tätigkeit aus. Er gehörte dem 1930 gegründeten Reichsverband Deutscher Rundfunkteilnehmer an, zunächst als einziges NSDAP-Parteimitglied im Vorstand. Er gründete die „NS-Gruppenbewegung der Künstler und geistigen Arbeiter“, ehe er 1931 als Leiter der Rundfunkabteilung in die NSDAP-Reichsleitung berufen wurde und dort bis 1937 blieb. 1932 wurde Dreßler-Andreß für die NSDAP in den Preußischen Landtag gewählt.
Von Juni 1933 bis März 1937 war Dreßler-Andreß im Reichsministerium für Volksaufklärung und Propaganda Leiter der Abteilung III Rundfunk im Rang eines Ministerialrats, anschließend bis Oktober 1938 Leiter der Abteilung XI (Volkskulturelle Arbeit). Er fungierte ab November 1933 als Präsident der Reichsrundfunkkammer und wurde von Joseph Goebbels 1935 zum Mitglied des Reichskultursenates ernannt. Zusätzlich übernahm er zwischen 1934 und 1938 die Amtsleitung der NS-Gemeinschaft „Kraft durch Freude“, die er mit gegründet hatte. Diesen Posten verlor er auf Betreiben des NSDAP-Ideologen Alfred Rosenberg. Im Zweiten Weltkrieg war er für die NSDAP zunächst im Generalgouvernement Polen tätig. Von Mai bis September 1940 nahm er am Frankreichfeldzug teil. Ab September 1940 war er Leiter der Abteilung „Volksaufklärung und Propaganda“ in Lublin. Am 8. Mai 1941 wurde er Leiter des Führungsamtes 2 beim Arbeitsbereich II in Krakau. Ab August 1941 war Dreßler-Andreß Beauftragter der NSDAP in Lemberg und baute die NSDAP im Distrikt Galizien auf. Ab Oktober 1943 war er Leiter der Propagandaabteilung beim Distrikt Krakau. 1945 erkrankte er und zog mit seiner Familie nach Steinach (Thüringen).
Nach dem Krieg wurde Dreßler-Andreß von 1945 bis 1948 durch den sowjetischen NKWD im Speziallager Nr. 2 in Buchenwald inhaftiert. Seine nationalsozialistisch geprägten Publikationen Arbeit und Kunst (Hochwart Verl. Junker, Berlin 1935), Die Reichsrundfunkkammer (Junker u. Dünnhaupt, Berlin 1935), Die Freizeitgestaltung in Deutschland (Braun, Karlsruhe 1936), Drei Jahre Nationalsozialistische Gemeinschaft „Kraft durch Freude“ (Reichsdruckerei, Berlin 1936) und Die kulturelle Mission der Freizeitgestaltung (Reichsdruckerei, Berlin 1936) (bei den letzteren drei auch die fremdsprachigen Ausgaben) kamen in der Sowjetischen Besatzungszone auf die Liste der auszusondernden Literatur.
Im März 1948 wurde Dreßler-Andreß in einem Entnazifizierungsprozess vom Amtsgericht Meiningen entgegen den Kriterien der sowjetischen Besatzungsmacht als „Minderbelasteter“ in die Bewährungsgruppe eingestuft. Er hatte vor Gericht den „wissenschaftlichen Sozialismus als den einzig möglichen Weg zur Lösung des sozialen Problems“ dargestellt. Im Urteilsspruch heißt es, er sei „ein aufrechter Idealist, der glaubte, innerhalb der nationalsozialistischen Weltordnung ein wahrhaft sozialistisches Ziel erreichen zu können“, gewesen.
Dreßler-Andreß engagierte sich in der Sowjetischen Besatzungszone und der DDR weiter politisch. Er trug ab 1948 maßgeblich zum Aufbau der NDPD, einem SED-gesteuerten Auffangbecken für ehemalige NS-Funktionäre, bei und wurde Mitglied in deren Hauptvorstand. Er war ebenfalls Mitglied im Nationalrat der Nationalen Front der DDR. 1955 beteiligte er sich an einer Werbekampagne zur Bildung der Nationalen Volksarmee.
1950 arbeitete Dreßler-Andreß als Intendant des Landessenders Weimar. Von 1959 bis 1962 war er Regisseur am Theater in Eisenach, 1960 auch am Landestheater Dessau. Ab 1962 arbeitete er als Oberspielleiter in Meiningen, 1963/1964 als Spielleiter in Eisenhüttenstadt, wo er auch künstlerischer Leiter des Arbeitertheaters war.
1964 zog er sich aus dem Berufsleben zurück, blieb aber weiter im Arbeitertheater aktiv.

## Auszeichnungen
- 1937: Komturkreuz des Ordens der Krone von Italien
- Kriegsverdienstkreuz (1. Klasse)
- 1969: Verdienstmedaille der DDR[11]

## Werke
- Der Rundfunk – das Verkündigungsmittel der nationalsozialistischen Weltanschauung. In: Hör mit mir. 1934, 5 Jg., Nr. 10
- Arbeit und Kunst. Hochwart Verl. Junker, Berlin, 1935
- Die Reichsrundfunkkammer. Junker u. Dünnhaupt, Berlin, 1935
- Die Freizeitgestaltung in Deutschland. Braun, Karlsruhe, 1936
- Drei Jahre Nationalsozialistische Gemeinschaft „Kraft durch Freude“. Reichsdruckerei, Berlin, 1936
- Die kulturelle Mission der Freizeitgestaltung. Reichsdruckerei, Berlin, 1936